# ناجي السويدي
ناجي السويدي هو سياسي عراقي وأحد مؤسسي الدستور العراقي في العهد الملكي. كان رئيس وزراء العراق في الفترة مابين 18 نوفمبر 1929 إلى 23 مارس 1930، وكان عضوا في البرلمان العراقي ثلاث مرات مابين عامي 1925 - 1932. وتولى منصب وزير العدل مرتين الأولى في سنة 1923 والثانية في سنة 1925. وهو أول نقيب للمحامين العراقيين عام 1933.

## الولادة والنشأة
ولد إبراهيم ناجي بن يوسف السويدي في بغداد سنة 1882م، أيام حكم الدولة العثمانية.
ويأتي لقبهُ السويدي نسبة إلى جدهِ الأكبر عبد الله السويدي، وتعود أصولهم إلى آل المدلل من القاطنين في قضاء الدور شمال سامراء وينتسبون إلى جدهم الأكبر العباس بن عبد المطلب عم النبي محمد.
وعائلة آل السويدي اشتهر رجالها بالعلم والأدب والإفتاء والتدريس، فناجي السويدي هو الابن الأول للشيخ يوسف أفندي السويدي أحد رجال ثورة العشرين وأحد قضاة العراق وعند قيام دولة المملكة العراقية عين عضواً بمجلس الأعيان واختير أول رئيس لمجلس الأعيان في 16 تموز/ يوليو 1925 وجدد انتخابه حتى 16 تموز/ يوليو 1929.
والأستاذ ناجي السويدي هو شقيق توفيق السويدي رئيس وزراء العراق وعارف السويدي القاضي العراقي والدكتور الطبيب شاكر السويدي.
وقد تلقى السويدي تعليمه في مدارس الدولة العثمانية ومن ثم في المدارس الدينية الفقهية، وبعد حصوله على الإجازة العلمية سافر إلى مدينة إسطنبول ليدرس الحقوق هناك حيث أتم دراسته فيها سنة 1905م.

## وظائفه
شغل السويدي منصب القضاء في ظل الإدارة العثمانية في كل من لواء البصرة وبغداد وكذلك في اليمن
ثم تولى منصب الإدارة المركزية في بلدة الكاظمية عام 1911م، وفي النجف عام 1913م.
وعمل في الداخلية العثمانية، لكن العثمانيين حاولوا ايقافه عن الإصلاح فاستقال من وظائفه عام 1918م. والتحق بحكومة دمشق واليا على حلب ومستشارا للملك فيصل أبان حكمه لسوريا.
وفي عام 1921م، رأس الوفد العراقي الذي استقبل الملك فيصل الأول في لواء البصرة.
شغل السويدي مناصب عديدة بعد تأسيس المملكة العراقية حيث شغل منصب عضوية البرلمان ثلاث مرات مابين عامي 1925 - 1932.
كما شغل كذلك منصب رئيس الوزراء في الفترة الممتدة مابين 18 تشرين الثاني 1929 إلى 23 أذار 1930
وصفه الدليل الرسمي للمملكة العراقية لسنة 1936 بأنه من ساسة العراق البارزين وأعاظم رجاله القانونيين، وشغل كذلك منصب وزير العدل مرتين الأولى في سنة 1923 والثانية في سنة 1925.
أول نقيب للمحامين العراقيين عام 1933.

## وفاته
كان أول الهاربين في تمرد الضباط في ثورة رشيد عالي الكيلاني سنة 1941 حيث ترك العراق في منتصف شهر أيار من نفس العام متوجها إلى إيران عبر خانقين، وبعد انتهاء التمرد حاولت الحكومة العراقية استرداد من اشترك بالثورة وكان ناجي من الأسرى الذين نقلوا إلى مستعمرات إفريقيا وأثناء نقلهِ بالقطار من سالسبوري الروديسيه إلى جوهانسبرغ جنوب افريقيا اعترته نوبة قلبية وتوفي على إثرها.
ودفن هناك في عام 1942، ثم بعد سنوات وافقت الحكومة العراقية بوساطة شقيقهِ على نقل رفاتهِ ليدفن في مقبرة الأسرة الواقعة في مقبرة الشيخ معروف الكرخي، في بغداد.